# Hövisk kärlek

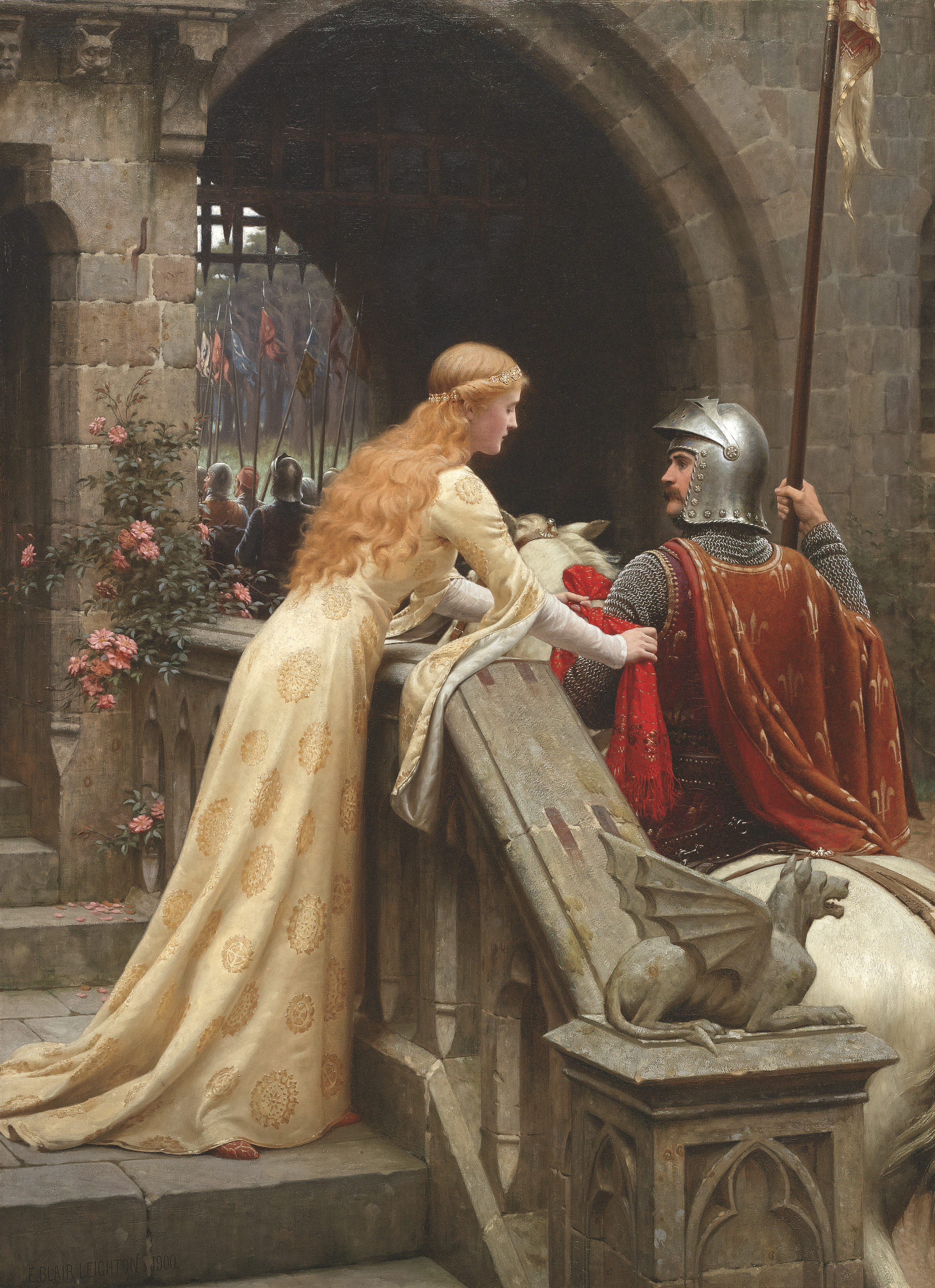
God Speed! av Edmund Leighton, år 1900: en sen viktoriansk målning av en dam som ger en grace till en riddare som är på väg ut i strid.

Hövisk kärlek var under medeltiden, renässansen och tidigmodern tid ett inslag i europeisk litteratur, kultur och kristligt färgat ideal. Den tog sig uttryck som ett antal gemensamma drag – framför allt uttryckta i en mans önskan att vinna en kvinnas gunst, även om det även fanns omvänt kvinnliga litterärt uttryckta motsvarigheter såsom italienska Gaspara Stampa. Dessa drag innebar ofta att poeten skulle besjunga personen av det täcka könet som en musa (i många fall en verklig kvinna), att musan i sin ädla dygd skulle beskrivas som onåbar för mannen och att mannen av någon anledning inte kunde få kvinnan eller vara hennes hjärta värdig. Idealen föregick senare tiders ideal som 1700-talets galanta yttre förfining eller romantikens 1800-tals gentlemannamässiga samhällsnormer.

## Historia
Beteckningen av denna äldre företeelse lanserades av Gaston Paris år 1883. Sedan dess har termen fått många olika betydelser och använts på många sätt. Tolkningen av begreppet och företeelsen fortsätter dock att vara föremål för tolkning och debatt.

### Medeltiden
Den sorts relation begreppet åsyftar uppstod under medeltiden vid hoven i Aquitaine, Provence, Champagne-Ardenne och Burgund i slutet av 1000-talet. I grund och botten utgjorde hövisk kärlek det känsloförhållande som uppstod då motsatserna eros och dygdig kärlek möttes, utan att detta tog sig några fysiska uttryck, "en kärlek, på en och samma gång moraliskt upplyftande, passionerad och disciplinerad, förödmjukande och exalterande, human och transcendent". Från första början, under sent 1000-tal och fortsättningsvis under 1100-talet, är begärssubjektet – den musa som den älskande besjunger – i absolut centrum.
Den främsta källan till begreppet kommer från riddarromanerna från medeltiden. Medan platonisk kärlek är icke-erotisk, betecknar den höviska kärleken en kärlek som inte tar sig sexuella uttryck fastän begäret finns. Den höviska kärleken förutsätter därför ett hinder: detta fanns under medeltiden i det strikt reglerade könsumgänget. Kännetecknande för den höviska kärleken är dessutom att den utspelar sig i de högre samhällsklasserna, vid ett hov (varav "hövisk"). Exempel på hövisk kärlek är den kärlek Dante kände för sin Beatrice: de kunde inte gifta sig och han älskade henne därför på avstånd. Båda gifte sig med andra. Efter hennes tidiga död författade han kärleksdikter till henne. Den höviska kärleken kan också innebära att en riddare, för att få den kvinna han älskar, måste utföra en farlig uppgift eller beger sig på ett farligt uppdrag för att kunna avhålla sig från kvinnan med förakt för livet.[källa behövs]

### Renässansen

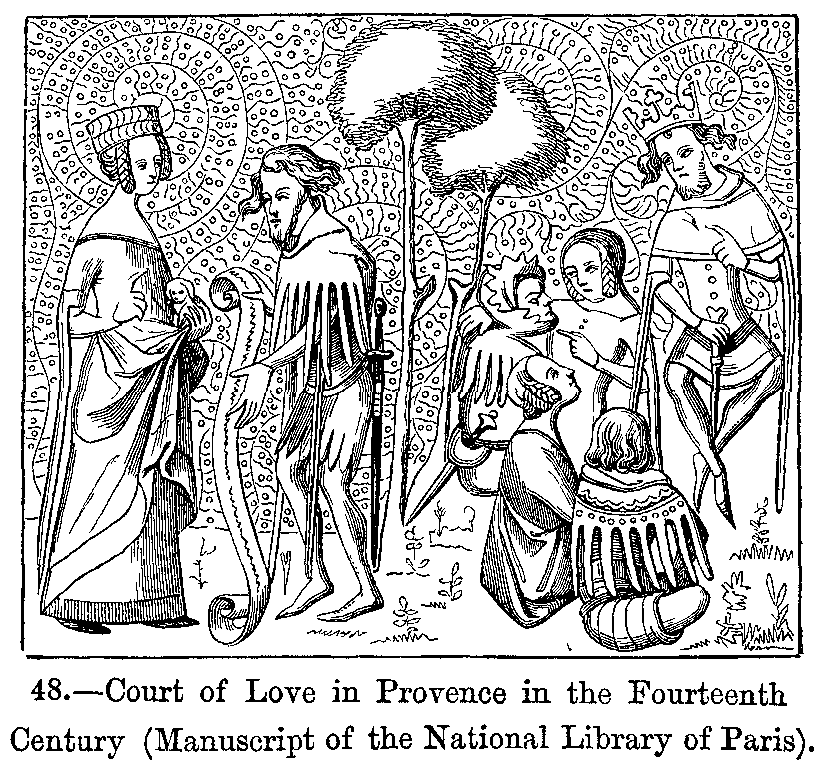
Hövisk kärleksbetygelse i Provence under 1300-talet.

Anders Cullhed menar att Francesco Petrarca förändrade den höviska lyriken och förde in den i en ny fas, genom att göra den "gråtmild, motsägelsefull, ett signalement på ett nytt jag i den europeiska lyriken". Senare under medeltiden och renässansen införlivas åter även den platoniska kärleken i den höviska kärleken. Marsilio Ficino hade under 1400-talet åter gjort de två dialoger där den platoniska kärleken tydligast beskrivs, Gästabudet och Faidros, populär genom en översättning till latin med kommentarer. Den platonska kärleken blev därmed snabbt del av nya höviska verk, såsom Baldassare Castigliones Boken om hovmannen (1528) eller William Shakespeares En midsommarnattsdröm (1595).
Den verkligt existerande musan blev alltmer sällsynt, och hos en diktare som Pierre de Ronsard är allt begär riktat mot den andliga världen. Det får följden att intimiteten försvinner. Under 1500-talet och 1600-talet blir det vanligt att den älskande väljer antingen att beskriva sin isolering (som hos nämnde Ronsard, eller Torquato Tasso och Lope de Vega) eller att beskriva kärleken genom symboler, som Francisco de Quevedo, där elden får bli en metafor för begäret.

### Modern tid
Cullhed menar även att vid det här stadiet, där intimiteten har försvunnit och den platonska kärleken blivit populär, blir det en ny svårighet för den litterära period som kommer, under upplysningstiden, rokoko och förromantik, att återskapa "en atmosfär av intimitet för det litterära begärets räkning". Han ser Den unge Werthers lidanden som den borgerliga romanens motsvarighet till den höviska kärleken och konstaterar att de kännetecken som nedan stipuleras fortfarande gör sig gällda hos Goethe: "På själva tröskeln till moderniteten kodas fortfarande begäret efter hövisk mall, åtminstone i litteraturens värld."

## Kännetecken
Akademikern Alexander J. Denomy har studerat kulturformen och menar att det finns tre stycken egenskaper som kännetecknar traditionen:
1. En övertygelse om att kärleken har en förädlande kraft.
2. Att den som älskas upphöjs ovan den som älskar.
3. Att kärleken inte går att släcka eller tillfredsställa, varmed begäret är konstant.

Anders Cullhed vid Stockholms universitet vill lägga till ytterligare två egenskaper:
1. En erotisk triangel med svartsjukedrama och rivalitet.
2. Imitation av andra höviska diktare.

Hövisk kultur kunde aldrig uppstå mellan två makar och skulle vara litterär men inte ta sig konkret uttryck: diskretion var viktigt.

## Författare inom genren
| - Andreas Capellanus - Chrétien de Troyes - Preciositeten | - Dante Alighieri - Francesco Petrarca - Gaspara Stampa | - Geoffrey Chaucer - Juana Inés de la Cruz |